# Cárcar
Cárcar est une ville et une municipalité de la Communauté forale de Navarre (Espagne).
Elle est située dans la zone non bascophone de la province et à 75 km de sa capitale, Pampelune. Le castillan est la seule langue officielle alors que le basque n’a pas de statut officiel.
Cárguar, Caracar y Karakarre, comme elle l'a été nommée dans le passé, l'actuelle Cárcar vient du mot ibérique car qui signifie place forte ou forteresse. En effet dans village existaient deux « car » ou forteresses distinctes, raison pour laquelle on en déduit que finalement on l'a appelée Cárcar.

## Localités limitrophes
Lerín au nord, Andosilla à l'est et au sud, Sesma, Lodosa et Sartaguda à l'ouest.

## Démographie
| Évolution démographique                                | Évolution démographique | Évolution démographique | Évolution démographique | Évolution démographique | Évolution démographique | Évolution démographique | Évolution démographique | Évolution démographique | Évolution démographique | Évolution démographique |
| 1996                                                   | 1998                    | 1999                    | 2000                    | 2001                    | 2002                    | 2003                    | 2004                    | 2005                    | 2006                    | 2007                    |
| ------------------------------------------------------ | ----------------------- | ----------------------- | ----------------------- | ----------------------- | ----------------------- | ----------------------- | ----------------------- | ----------------------- | ----------------------- | ----------------------- |
| 1 257                                                  | 1 239                   | 1 259                   | 1 244                   | 1 264                   | 1 247                   | 1 191                   | 1 118                   | 1 232                   | 1 230                   | 1 199                   |
| Sources: Cárcar et instituto de estadística de navarra |                         |                         |                         |                         |                         |                         |                         |                         |                         |                         |

## Personnalités
- Don Juan Cruz Aranaz (1847 à 1910). Canonisé et recteur du séminaire de Saragosse, il laissera en héritage les bourses d'études à sa famille et voisins du village.
- La mère Isidora (1856 à 1928). Veuve et son fils religieux, elle a été la supérieure des Oblatas[1],[2], elle mourra en odeur de sainteté.
- Don Desiderio Pagola (1860 à 1940). Directeur de travaux publics.
- Don Juan Bastero Lerga. Professeur agrégé et membre de la Real Academia de Medicina (Académie royale de médecine) (1861 à 1942). Il donna son nom a l'institut anatomique légiste de Saragosse.
- Frère Francisco Marín Sola, appelé « el Sabio Marín » (le sage Marin) (1873 à 1932). Éminent théologien et philosophe.
- Dr Don Faustino Díaz de Rada (1881 à 1956). Professeur agrégé de sciences chimiques à Madrid.
- Don Crisóstorno Osés (1886 à 1977). Évêque élu d'Uruguay.
- Dr Don Andrés Díaz de Rada (1903 à 1978). Important membre de l'équipe qui a créé et dirigé l'actuelle Sécurité Sociale Espagnole.

## Galerie

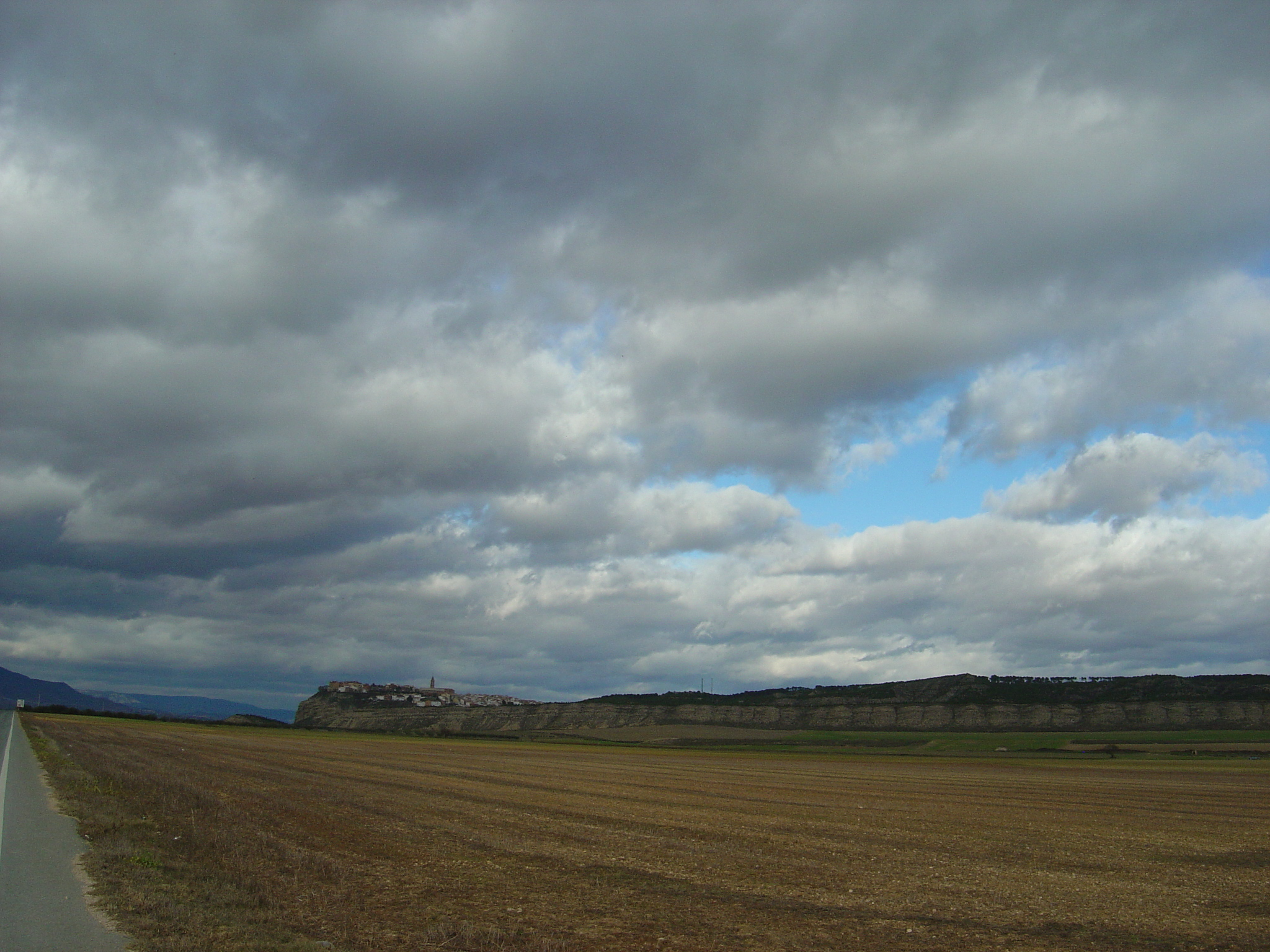
Vue depuis le nord
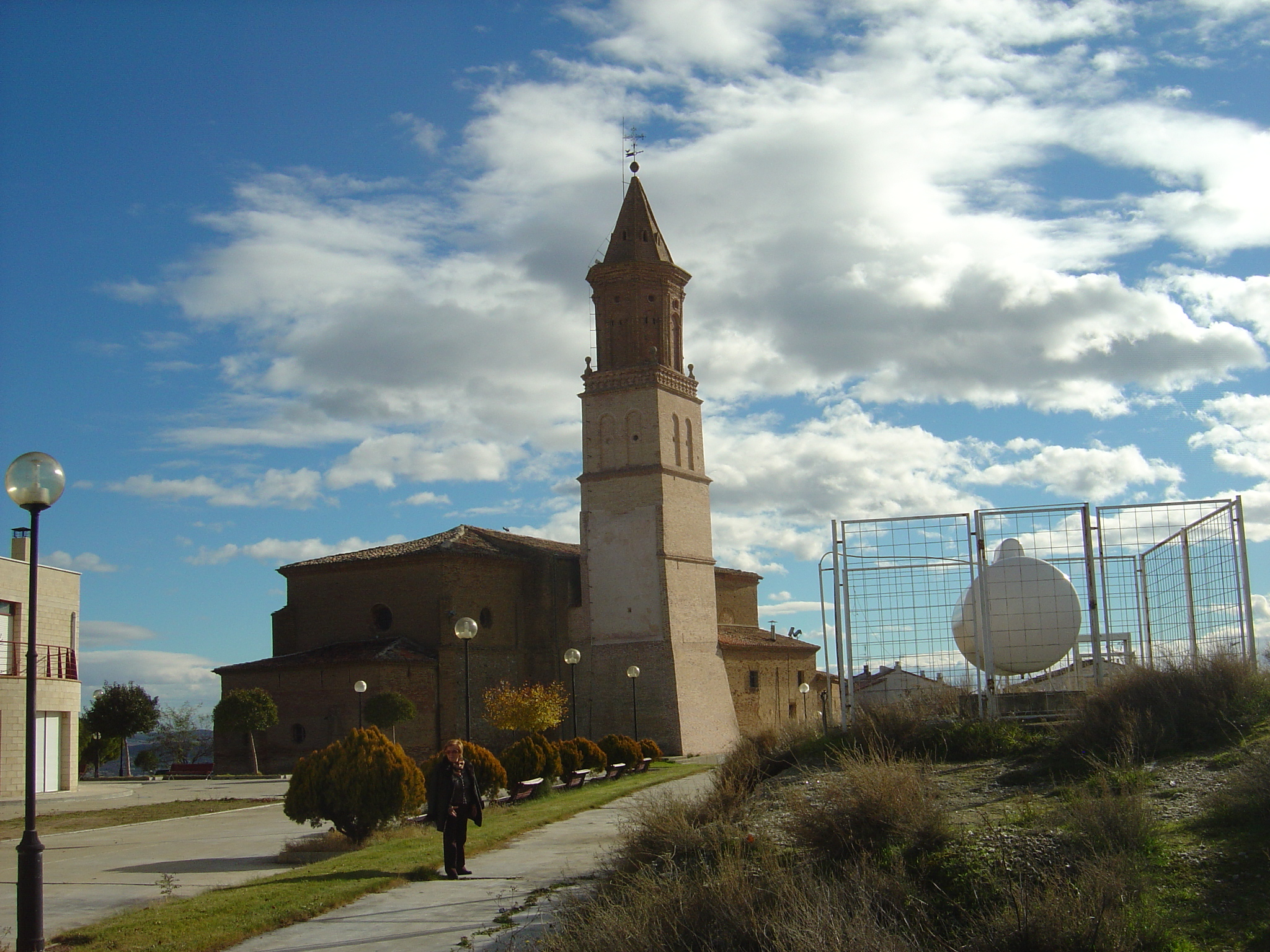
L'église
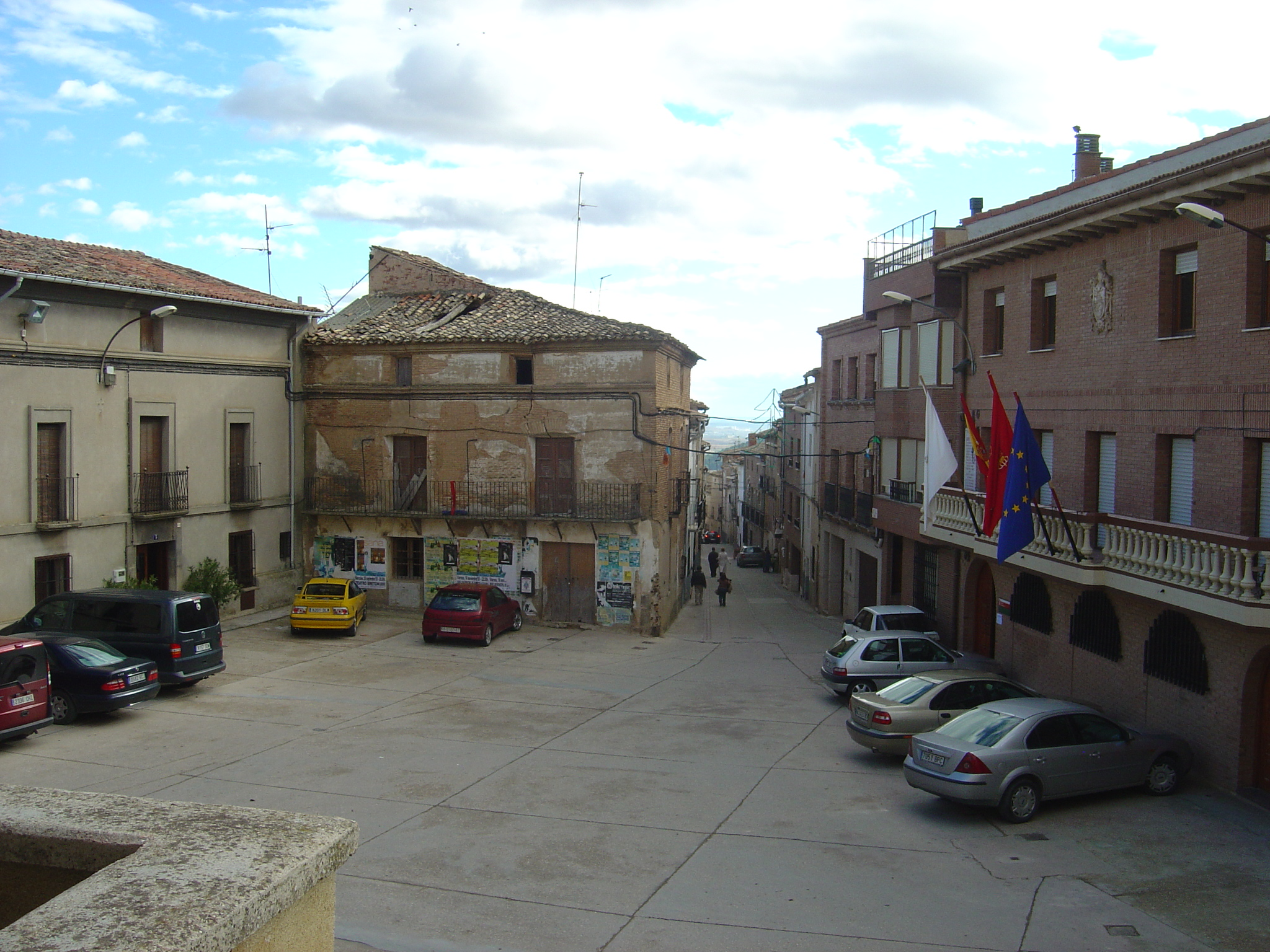
La place
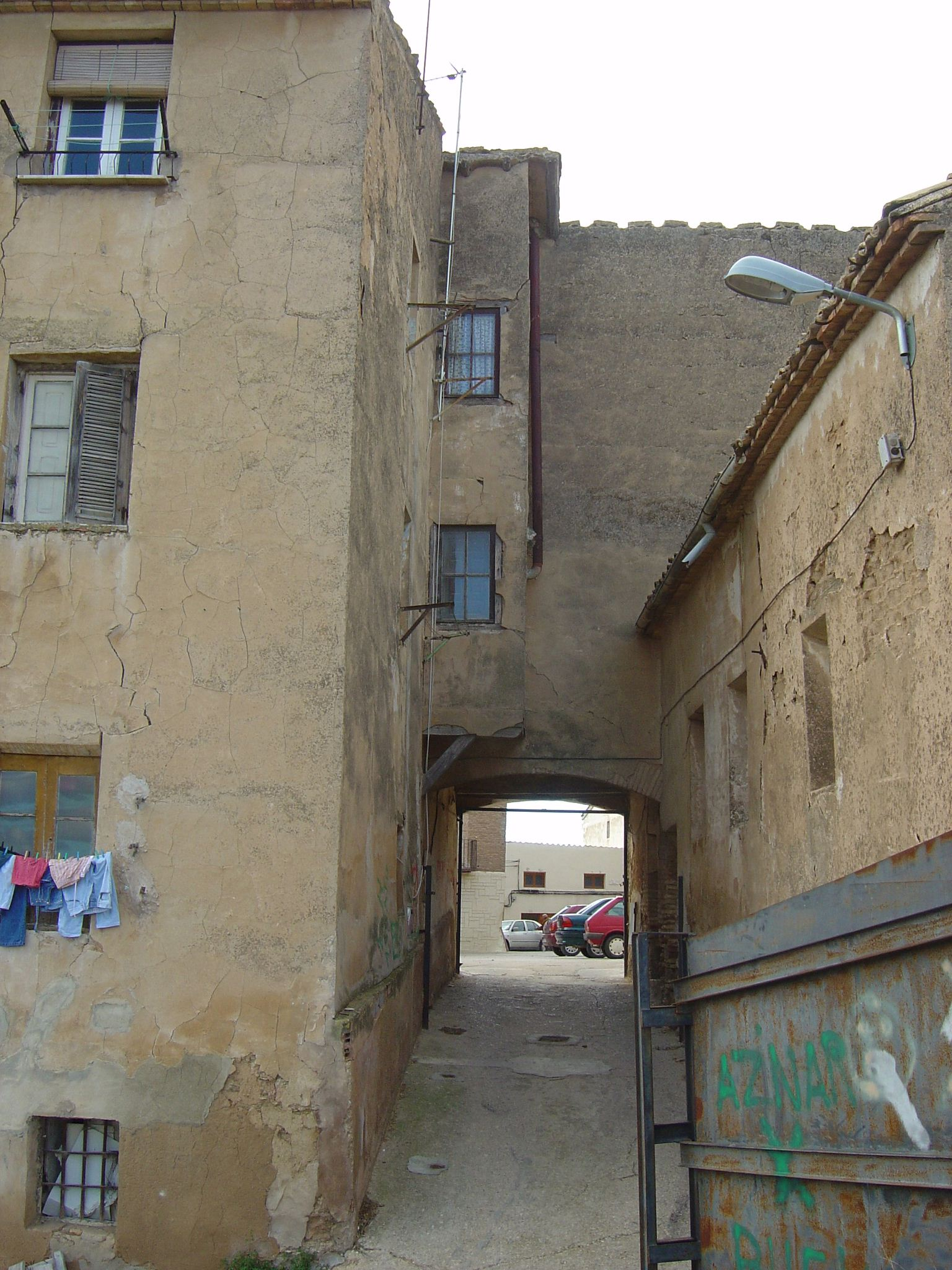
Une rue

### Sources
- (es) Cet article est partiellement ou en totalité issu de l’article de Wikipédia en espagnol intitulé « Cárcar » (voir la liste des auteurs).